# John Flanagan (graveur-médailleur)
Pour les articles homonymes, voir John Flanagan.
John F. Flanagan, né en 1865 à Newark et mort le 28 mars 1952 à New York, est un sculpteur et médailleur américain.

## Biographie
Fils de George Flanagan, sculpteur sur marbre avec lequel il apprend à manier le ciseau, John Flanagan, suit les cours à la New York Cooper Union entre 1880 et 1882. Il y apprend à modeler des ornementations architecturales, et travaille pour la Perth Amboy Terra Cotta Company (en) et pour les ateliers d'Ellin & Kitson (en).
Il devient ensuite l'assistant de Paul Wayland Bartlett (1865-1925) à Boston, puis en 1885, l'assistant du « Michel Ange américain », Augustus Saint-Gaudens, à New York, durant trois ans. Il suit également les cours du soir de l'Art Students League, et fréquente l'atelier de George de Forest Brush.
Par Saint-Gaudens, qui avait été l'élève de François Jouffroy, Flanagan hérite du style français et fait donc partie de cette génération de sculpteurs qui le promeut aux États-Unis : les deux hommes resteront très proches, puisque Flanagan termina certains bustes de Saint-Gaudens laissés inachevés après les années 1905-1907.
Vers 1888-1890, il fait un séjour à Paris où Saint-Gaudens a de nombreux amis. Flanagan suit les cours de l'Académie Julian, de l'Académie Colarossi, puis fréquente l'atelier d'Alexandre Falguière aux Beaux-arts de Paris,. Il expose au Salon des artistes français.
Revenu à New York, il assiste Frederick William MacMonnies en 1891 pour l'élaboration de la Columbian Fountain destinée à orner la pièce d'eau de l'Exposition universelle de 1893 à Chicago. Peu après, Flanagan reçoit sa première commande : la Bibliothèque du Congrès le choisit pour une horloge monumentale en bronze qu'il achève en 1896 ; elle est toujours visible dans le Thomas Jefferson Building.
En 1897, il est élu membre-dirigeant de la commission des artistes invités à l'Exposition universelle de 1900 à Paris. Il y présente plusieurs médailles qui sont remarqués par la critique, dont Roger Marx, et reçoit la médaille d'argent dans sa spécialité.
Il est de retour à New York l'année suivante et entame une brillante carrière, très productive, jusqu'au début milieu des années 1930.
Il meurt en 1952 : le Smithsonian American Art Museum révélait en 2013 que chacun pouvait aujourd'hui posséder une œuvre de Flanagan, en conservant tout simplement une pièce de 25 cents frappées entre 1934 et les années 1990, puisqu'il est l'auteur de l'avers.

## Œuvres
- Suzor-Coté, 1893, fonte en 1951, Collection Musée national des beaux-arts du Québec[7]
- Ils ne passeront pas (1920), médaille en bronze décernée par les États-Unis à la ville de Verdun, 102 mm, Paris, musée d'Orsay[8]. John Flanagan sortit vainqueur du concours organisé par le gouvernement des États-Unis entre huit sculpteurs américains[2].
- Aphrodite, New York, Knickerbocker Hotel[6].
- Augustus Saint-Gaudens, buste en bronze, New York University.
- Joseph Henry, Pathfinder in Science (1927), sculpture en bronze, Albany, Academy Park, Albany Academy Building.
- Avers de la pièce d'un quart de dollar américain (1932). Le profil gravé par Flanagan de George Washington s'inspire d'un buste par Jean-Antoine Houdon de 1786.

## Distinctions
- Médaille d'argent à Exposition universelle de 1900, section « sculptures et gravures en médailles et sur pierre fines »[6],[9].
- Membre de la National Academy of Design.
- Membre de la National Sculpture Society (en).
- Membre de l'American Numismatic Society.
- Chevalier de la Légion d'honneur en 1927[6].

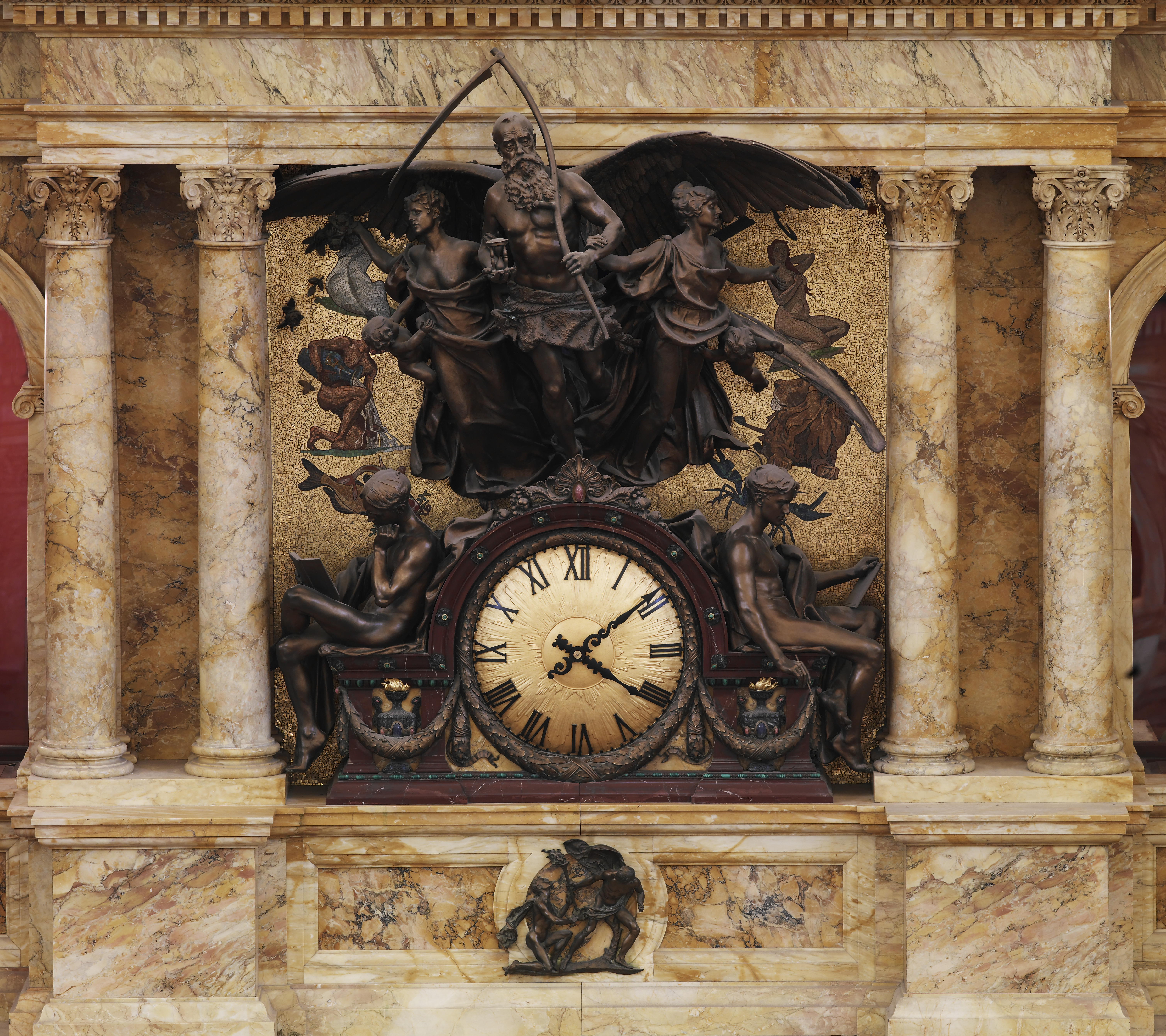
Horloge monumentale de la Librairie du Congrès (1896), Washington D.C., Thomas Jefferson Building.
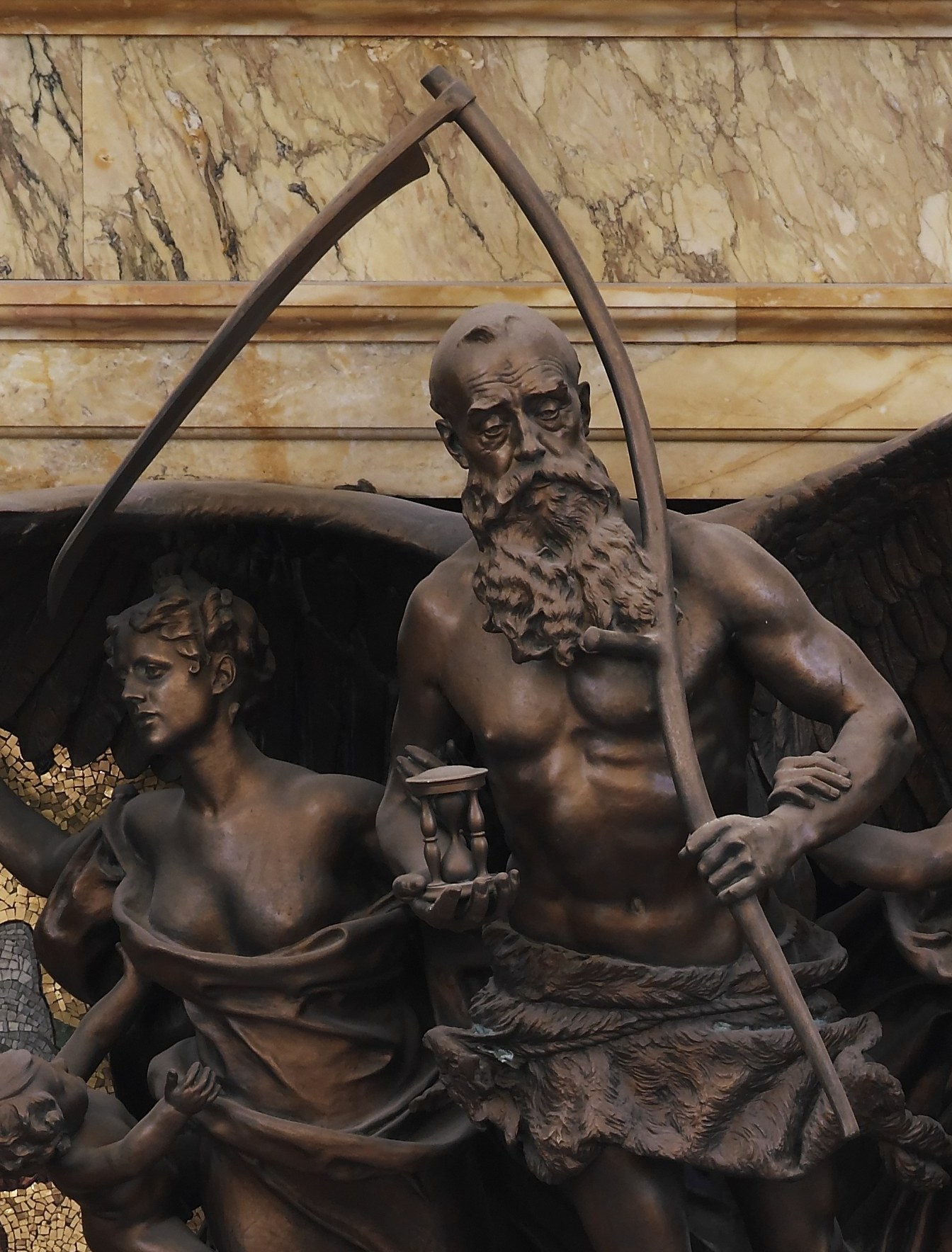
Détail de l'horloge monumentale de la Librairie du Congrès.